# Lartigue (Gers)
Lartigue é uma comuna francesa na região administrativa da Occitânia, no departamento de Gers. Estende-se por uma área de 14.89 km², e possui 188 habitantes, segundo o censo de 2018, com uma densidade de 13 hab/km².